# Ольга Гапєєва
Вольга Гапєєва (біл. Вольга Гапеева; нар. 1982, Мінськ) — білоруська письменниця, поетеса, перекладачка, мовознавиця та гендерна дослідниця. Членкиня білоруського ПЕН-центру і Спілки білоруських письменників.

## Життєпис
Вольга Гапєєва народилася у 1982 році в місті Мінськ. Закінчила Мінський державний лінгвістичний університет (2004). Здобула ступінь магістра з мовознавства (2005) і ще один із гендерних досліджень (2007). У 2012 році є кандидаткою наук з порівняльного мовознавства (2012). У 2015 році здобула вчене звання доцента.

## Нагороди
- Премія «Золотий апостроф» (2010)
- Премія імені Янки Мавра (2013; казкова історія «Сумний суп»)[3]
- Премія Тітки в номінації «Найліпша книга для дітей і підлітків» за книгу «Одна шкарпетка та інші історії» (2021)

### Антології та збірники
- «Labirynt. Antologia współczesnego dramatu białoruskiego» — Radzyń Podlaski, 2013.
- «European Borderlands. Sprachlandschaften der Poesie», 2009.
- «Лінія Фронту — 2» Анталёгія Нямецкіх і Беларускіх Тэкстаў. — Мінск: Логвінаў, 2007.
- «Лінія Фронту». Анталёгія Нямецкіх і Беларускіх Тэкстаў. — Мінск: Логвінаў, 2003. — 240 с.
- «Краса і сіла». Анталёгія Беларускай паэзіі 20 ст. Складальнік М.Скобла.; Рэд. А. Пашкевіч. — Мінск: Лімарыус, 2003. — 880 с.
- «Верш на Свабоду». Анталёгія паэзіі. Радыё Свабода, 2002. — 464 с.
- «Анталогія маладога верша». Мінск: Ураджай, 2001. — 351 с.

### Періодичні видання
- «Дзеяслоў» (Беларусь), «пАРТызан» (Беларусь),
- «Тэксты» (Беларусь), «ARCHE» (Беларусь),
- «Маладосць» (Беларусь), «Крыніца» (Беларусь), «Першацвет» (Беларусь),
- «Blesok» (Македонія), «Czas Kultury» (Польшча),
- «Die Horen» (Нямеччына), «OSTRAGEHEGE» (Нямеччына),
- «Literatur und Kritik» (Аўстрыя), «Manuskripte» (Аўстрыя).